# Sucrea sampaiana
Sucrea sampaiana är en gräsart som först beskrevs av Albert Spear Hitchcock, och fick sitt nu gällande namn av Thomas Robert Soderstrom. Sucrea sampaiana ingår i släktet Sucrea och familjen gräs. Inga underarter finns listade i Catalogue of Life.